# PSR J1859-01
PSR J1859-01 est un pulsar situé à environ 16 000 années-lumière de la Terre. Sa détection est l'une des deux premières, avec celle de PSR J1931-01, situé à 4 100 années-lumière, du Radiotélescope sphérique de cinq cents mètres d'ouverture (FAST) et PSR J1859-01 est surnommé en conséquence « FP 1 » pour l'anglais « FAST pulsar 1 ». Sa période de rotation est de 1,83 seconde.